# Euphorbia lindenii
Euphorbia lindenii är en törelväxtart som först beskrevs av Susan Carter, och fick sitt nu gällande namn av Peter Vincent Bruyns. Euphorbia lindenii ingår i släktet törlar, och familjen törelväxter.
Artens utbredningsområde är Somalia. Inga underarter finns listade i Catalogue of Life.